# U-Boot-Klasse UG
Die U-Boot-Klasse UG war eine projektierte Unterseebootklasse der Kaiserlichen Marine während der Endphase des Ersten Weltkriegs. Sie sollte hauptsächlich gegen die alliierten Geleitzüge von und nach Großbritannien eingesetzt werden.
Im Sommer 1918 entschloss man sich seitens der Inspektion des Ubootwesens (U.I.) der Kaiserlichen Marine zu einer Neukonstruktion eines mittleren U-Boots, das die Aufgaben des Typs UB III übernehmen sollte. Bestimmend bei diesen Überlegungen war wie schon beim UF-Typ die Forderung zur Vermeidung von Ölspuren nach Wasserbombenverfolgung, die Kraftstoffbunker im Inneren unterzubringen. Dies führte im Ergebnis zu einem Mischtyp zwischen Einhüllen- und Zweihüllenboot, d. h. einem Boot mit verhältnismäßig großem Druckkörper und entsprechend kleinen Außentanks.
Die Linien des neuen Typs waren so konstruiert, dass sie dem Boot möglichst gute Taucheigenschaften gewähren sollten. Dieser Idee entsprach vor allem das Hinterschiff, bei dem unter Verzicht auf ein Unterwassertorpedorohr und unter Verlegung der Schraubenwellen in die Höhe der Druckkörperachse ein fast spindelförmiger Bootskörper (gemeint ist eine besonders widerstandsarme Unterwasserform) entstand. Im Oberdeck waren im Mittelschiffsbereich zwei Überwassertorpedorohre mit Schussrichtung nach achtern installiert.
Nach einer ausgiebigen Besprechung der verschiedenen Ressorts im August 1918, wobei ein größerer Typ UG I und ein kleinerer Typ UG II zur Diskussion gestellt wurden, entschied man sich für den vergrößerten Entwurf, dessen Überwassergeschwindigkeit mehr als 13 kn betragen und der zugleich mindestens vier Torpedorohre im Bug führen sollte.
Eine Detailkonstruktion erfolgte aufgrund des Kriegsendes nicht mehr. Auch sind keine Bauaufträge mehr vergeben worden – nur die Bauwerften und das Ablieferungssoll für das Programmjahr 1920 wurden festgelegt. Insgesamt war der Bau von 101 Einheiten vorgesehen. Bei Kriegsende sind fast sämtliche Unterlagen zu diesem Typ vernichtet worden, so dass nur ein Linienriss die Zeiten überdauert hat.
Im geheimen Mobilmachungsplan A der Reichsmarine von 1926 wurde diese Typ als zu bauender wieder eingestellt. Daraufhin erfolgte seitens des Marinebaurats Friedrich Schürer eine Rekonstruktion des Typs unter der Bezeichnung Projekt 51a. Die U-Boot-Klasse UG stellte den Ausgangspunkt für einige Typen von Unterseebooten des Zweiten Weltkriegs dar, die zum Teil in großen Serien gebaut wurden. So waren durch die Arbeit des Konstruktionsbüro Ingenieurskantoor voor Scheepsbouw der finnische Typ Vetehinen, die deutschen Boote vom Typ I sowie vom Typ VII, die sowjetischen Boote der Stalinez-Klasse und das türkische Boot Gür (ex spanisch E 1) direkte Abkömmlinge des Typs UG.
Das Aussehen entsprach dem Typ VII der deutschen Kriegsmarine.